# II liga polska w piłce siatkowej mężczyzn (2016/2017)
II liga polska w piłce siatkowej mężczyzn 2016/2017 – 27. edycja ligowych rozgrywek siatkarskich trzeciego szczebla, organizowanych przez Polski Związek Piłki Siatkowej pod nazwą II liga.

## System rozgrywek
1. Etap I (dwurundowa faza zasadnicza) – przeprowadzona została w formule ligowej, systemem kołowym (tj. "każdy z każdym – mecz i rewanż"),
2. Etap II (play-off) – 8 najlepszych zespołów w każdej grupie walczyło o mistrzostwo grupy systemem play-off.
3. Etap III (turniej półfinałowy) – Turnieje półfinałowe z udziałem 12 najlepszych drużyn podzielone zostały na 3 grupy; w pierwszej zmierzyły się zespoły z grup 1 i 2, w drugiej – 3 i 4, w trzeciej 5 i 6. Do turnieju finałowego awansowały po dwie najlepsze drużyny z każdej grupy.
4. Etap IV (turniej finałowy) – 6 drużyn podzielonych jest na 2 grupy, do finałów awansują dwie najlepsze, gdzie rywalizują ze sobą metodą krzyżową. Zwycięzcy finałów awansują bezpośrednio do I ligi.

## Drużyny uczestniczące

### Grupa 1
| | Uczestnicy poprzedniej edycji        |       |
| --- | ------------------------------------ | ----- |
| WIL | LUKS Wilki Wilczyn                   | 1     |
| GRU | KS Stal Grudziądz                    | 2     |
| SZC | Espadon Szczecin II                  | 3     |
| MIĘ | GBS Bank KS Orzeł Międzyrzecz        | 4     |
| KOŁ | UKS OPP Powiat Kołobrzeski Kołobrzeg | 6     |
| STO | GKS Stoczniowiec Gdańsk              | 7     |
| SUL | STS Olimpia Sulęcin                  | 7     |
| NKŁ | Womix NTS Trójka Nakło               | 8     |
| ŚWI | LO MS Świnoujście                    | 9     |
| | Awans z III ligi                     |       |
| LĘB | Trefl Lębork                         | [ b ] |
| Oznaczenia: - kolumna pierwsza – skróty nazw drużyn wpisane na mapie (jeśli ta została zamieszczona), - kolumna trzecia – miejsce zajęte przez daną drużynę w poprzednim sezonie. |                                      |       |

### Grupa 2
| | Uczestnicy poprzedniej edycji        |    |
| --- | ------------------------------------ | -- |
| MIE | KS MOSiR Huragan Międzyrzec Podlaski | 2  |
| MET | KS Metro Warszawa                    | 3  |
| BAS | BAS Białystok                        | 4  |
| LEG | Legia Warszawa                       | 5  |
| WOL | UMKS MOS Wola Warszawa               | 6  |
| UWW | Czołg AZS UW Warszawa                | 7  |
| AUG | UKS Centrum Augustów                 | 8  |
| OLS | AZS UWM Olsztyn II                   | 9  |
| WOŁ | MUKS Huragan Wołomin                 | 10 |
| | Spadek z Krispol 1. Ligi             |    |
| OST | Energa Ostrołęka                     | 13 |
| | Awans z III ligi                     |    |
| HAL | Lesan Halinów                        |    |
| BPO | UKS IFLO Zakład Karny Biała Podlaska |    |
| Oznaczenia: - kolumna pierwsza – skróty nazw drużyn wpisane na mapie (jeśli ta została zamieszczona), - kolumna trzecia – miejsce zajęte przez daną drużynę w poprzednim sezonie. |                                      |    |

### Grupa 3
| | Uczestnicy poprzedniej edycji |    |
| --- | ----------------------------- | -- |
| RZĄ | LKS Czarni Wirex Rząśnia      | 1  |
| TMA | Lechia Tomaszów Mazowiecki    | 3  |
| KLU | KKS Mickiewicz Kluczbork      | 4  |
| KAL | MKS Kalisz                    | 6  |
| ŁÓD | AZS UŁ Łódź                   | 7  |
| BOR | LKPS Borowno                  | 8  |
| OZO | Bzura Ozorków                 | 9  |
| SPA | SMS PZPS Spała II             | 11 |
| | Awans z III ligi              |    |
| DOB | SPS Dragon Dobre              |    |
| SIE | ULKS MOSiR Sieradz            |    |
| OPO | Caro Team Opoczno             |    |
| Oznaczenia: - kolumna pierwsza – skróty nazw drużyn wpisane na mapie (jeśli ta została zamieszczona), - kolumna trzecia – miejsce zajęte przez daną drużynę w poprzednim sezonie. |                               |    |

### Grupa 4
| | Uczestnicy poprzedniej edycji |   |
| --- | ----------------------------- | - |
| BIE | KS Bielawianka Bester Bielawa | 1 |
| NS | MKST Astra Nowa Sól           | 2 |
| ZG | KU AZS UZ Zielona Góra        | 3 |
| OŁA | MKS Olavia Oława              | 5 |
| POZ | AZS UAM Poznań                | 5 |
| ŻAG | WKS Sobieski ARENA Żagań      | 6 |
| WRO | Gwardia Wrocław               | 8 |
| GŁO | SPS Chrobry Głogów            | 9 |
| | Awans z III ligi              |   |
| ŻAR | UKS Volley Żarów              |   |
| BOL | BTS Elektros Bolesławiec      |   |
| Oznaczenia: - kolumna pierwsza – skróty nazw drużyn wpisane na mapie (jeśli ta została zamieszczona), - kolumna trzecia – miejsce zajęte przez daną drużynę w poprzednim sezonie. |                               |   |

### Grupa 5
| | Uczestnicy poprzedniej edycji                  |    |
| --- | ---------------------------------------------- | -- |
| MJA | MCKiS Jaworzno                                 | 1  |
| AND | MKS Andrychów                                  | 2  |
| RYB | TS Volley Rybnik                               | 3  |
| TYC | TKS Tychy                                      | 4  |
| RAC | KS AZS Rafako Racibórz                         | 5  |
| JAS | AT Jastrzębski Węgiel                          | 6  |
| CZD | MTS Winner Czechowice-Dziedzice                | 7  |
| OPO | AZS Politechnika Opolska Cementownia Odra S.A. | 8  |
| RDL | Górnik Radlin                                  | 9  |
| STO | UKS Strzelce Opolskie                          | 11 |
| GŁU | Juve WAKMET Głuchołazy                         | 12 |
| SPA | SMS PZPS Spała III                             | 12 |
| Oznaczenia: - kolumna pierwsza – skróty nazw drużyn wpisane na mapie (jeśli ta została zamieszczona), - kolumna trzecia – miejsce zajęte przez daną drużynę w poprzednim sezonie. |                                                |    |

### Grupa 6
| | Uczestnicy poprzedniej edycji      |   |
| --- | ---------------------------------- | - |
| NIE | KS SMS Neobus Raf-Mar Niebylec     | 2 |
| ROP | Błękitni Ropczyce                  | 4 |
| KRO | Karpaty PWSZ Krosno Glass          | 5 |
| LUB | LKPS Politechnika Pszczółka Lublin | 6 |
| RZE | AKS V LO Rzeszów                   | 7 |
| ŚWI | Avia Świdnik                       | 8 |
| SĘD | PZL Sędziszów Małopolski           | 9 |
| | Awans z III ligi                   |   |
| KOZ | KKS Kozienice                      |   |
| NSĄ | STS Dunajec Nowy Sącz              |   |
| Oznaczenia: - kolumna pierwsza – skróty nazw drużyn wpisane na mapie (jeśli ta została zamieszczona), - kolumna trzecia – miejsce zajęte przez daną drużynę w poprzednim sezonie. |                                    |   |

## Grupa 1
| Lp. | Drużyna                              |
| --- | ------------------------------------ |
| 1   | Olimpia Sulęcin                      |
| 2   | LUKS Wilki Wilczyn                   |
| 3   | Trefl Lębork                         |
| 4   | GKS Stoczniowiec Gdańsk              |
| 5   | Stal Grudziądz                       |
| 6   | Womix NTS Trójka Nakło               |
| 7   | GBS Bank KS Orzeł Międzyrzecz        |
| 8   | UKS OPP Powiat Kołobrzeski Kołobrzeg |
| 9   | LO MS Świnoujście                    |
| 10  | Espadon II Szczecin                  |

     awans do turnieju półfinałowego
     spadek do III ligi

## Grupa 2
| Lp. | Drużyna                              |
| --- | ------------------------------------ |
| 1   | UMKS MOS Wola Warszawa               |
| 2   | Energa Ostrołęka                     |
| 3   | BAS Białystok                        |
| 4   | Legia Warszawa                       |
| 5   | AZS UWM Olsztyn                      |
| 6   | KS Metro Warszawa                    |
| 7   | KS MOSiR Huragan Międzyrzec Podlaski |
| 8   | KS Lesan Halinów                     |
| 9   | UKS Centrum Augustów                 |
| 10  | Czołg AZS Uniwersytet Warszawski     |
| 11  | MUKS Huragan Wołomin                 |
| 12  | UKS IFLO Zakład Karny Biała Podlaska |

     awans do turnieju półfinałowego
     spadek do III ligi

## Grupa 3
| Lp. | Drużyna                    |
| --- | -------------------------- |
| 1   | Lechia Tomaszów Mazowiecki |
| 2   | UKS Mickiewicz Kluczbork   |
| 3   | LKS Czarni Wirex Rząśnia   |
| 4   | LKPS Borowno               |
| 5   | Caro Team Opoczno          |
| 6   | MKS Kalisz                 |
| 7   | Bzura Ozorków              |
| 8   | AZS Uniwersytet Łódzki     |
| 9   | SPS Dragon Dobre           |
| 10  | ULKS MOSiR Sieradz         |
| 11  | SMS PZPS Spała II          |

     awans do turnieju półfinałowego
     spadek do III ligi

## Grupa 4
| Lp. | Drużyna                              |
| --- | ------------------------------------ |
| 1   | WKS Sobieski-Arena Żagań             |
| 2   | AZS UAM Poznań                       |
| 3   | SPS Chrobry Głogów                   |
| 4   | Gwardia Wrocław                      |
| 5   | MKST Astra Nowa Sól                  |
| 6   | KS Bielawianka Bester Bielawa        |
| 7   | MKS Olavia Oława                     |
| 8   | KU AZS Uniwersytetu Zielonogórskiego |
| 9   | BTS Elektros Bolesławiec             |
| 10  | UKS Volley Żarów                     |

     awans do turnieju półfinałowego
     spadek do III ligi

## Grupa 5
| Lp. | Drużyna                                   |
| --- | ----------------------------------------- |
| 1   | MKS Andrychów                             |
| 2   | MCKiS Jaworzno                            |
| 3   | TS Volley Rybnik                          |
| 4   | TKS Tychy                                 |
| 5   | Juve Wakmet Głuchołazy                    |
| 6   | UKS Strzelce Opolskie                     |
| 7   | AT Żory Jastrzębski Węgiel                |
| 8   | AZS Politechnika Opolska Cementownia Odra |
| 9   | MKS Winner Czechowice-Dziedzice           |
| 10  | Górnik Radlin                             |
| 11  | KS AZS Rafako Racibórz                    |
| 12  | SMS PZPS III Spała                        |

     awans do turnieju półfinałowego
     spadek do III ligi

## Grupa 6
| Lp. | Drużyna                            |
| --- | ---------------------------------- |
| 1   | Krosno Glass Karpaty PWSZ          |
| 2   | LKPS Politechnika Pszczółka Lublin |
| 3   | KKS Kozienice                      |
| 4   | Błękitni Ropczyce                  |
| 5   | STS Dunajec Nowy Sącz              |
| 6   | KS SMS Neobus Raf-Mar Niebylec     |
| 7   | AKS V LO Rzeszów                   |
| 8   | ASPS Avia Świdnik                  |
| 9   | PZL Sędziszów Małopolski           |

     awans do turnieju półfinałowego
     spadek do III ligi

## Turnieje półfinałowe

### Grupa 1 (Wilczyn)
Tabela
| Lp. | Drużyna             | Pkt | Mecze | Mecze | Mecze | Rodzaj wyniku | Rodzaj wyniku | Rodzaj wyniku | Rodzaj wyniku | Rodzaj wyniku | Rodzaj wyniku | Sety | Sety | Sety  | Małe punkty | Małe punkty | Małe punkty |
| Lp. | Drużyna             | Pkt | M     | W     | P     | 3:0           | 3:1           | 3:2           | 2:3           | 1:3           | 0:3           | wyg. | prz. | stos. | zdob.       | str.        | stos.       |
| --- | ------------------- | --- | ----- | ----- | ----- | ------------- | ------------- | ------------- | ------------- | ------------- | ------------- | ---- | ---- | ----- | ----------- | ----------- | ----------- |
| 1   | STS Olimpia Sulęcin | 6   | 3     | 3     | 0     | 2             | 1             | 0             | 0             | 0             | 0             | 9    | 1    | 9     | 251         | 210         | 1.2         |
| 2   | Energa Ostrołęka    | 4   | 3     | 1     | 2     | 1             | 0             | 0             | 1             | 0             | 1             | 5    | 6    | 0.83  | 230         | 232         | 0.99        |
| 3   | MOS Wola Warszawa   | 4   | 3     | 1     | 2     | 1             | 0             | 0             | 0             | 0             | 2             | 3    | 6    | 0.5   | 197         | 208         | 0.95        |
| 4   | LUKS Wilki Wilczyn  | 4   | 3     | 1     | 2     | 0             | 0             | 1             | 0             | 1             | 1             | 4    | 8    | 0.5   | 243         | 271         | 0.9         |

Źródło: https://siatka.org/wyniki/ligi-polskie1sezon-201620171ii-liga-mezczyzn-sezon-201620171turnieje-polfinalowe-ii-liga-mezczyzn-sezon-201620171/wynik-tab/wilczyn/
Punktacja: zwycięstwo – 2 pkt., porażka – 1 pkt.
Zasady ustalania kolejności: 1. liczba punktów; 2. stosunek setów; 3. stosunek małych punktów; 4. bilans w bezpośrednich meczach
 Wyniki 
| Data       | Drużyna 1         | Wynik | Drużyna 2         | Sety                              |
| ---------- | ----------------- | ----- | ----------------- | --------------------------------- |
| 21.04.2017 | Olimpia Sulęcin   | 3:0   | Energa Ostrołęka  | 25:19, 25:22, 25:18               |
| 21.04.2017 | Wilki Wilczyn     | 0:3   | MOS Wola Warszawa | 14:25, 21:25, 22:25               |
|            |                   |       |                   |                                   |
| 22.04.2017 | Energa Ostrołęka  | 3:0   | MOS Wola Warszawa | 25:22, 25:20, 25:14               |
| 22.04.2017 | Olimpia Sulęcin   | 3:1   | Wilki Wilczyn     | 25:27, 25:20, 25:19, 25:19        |
|            |                   |       |                   |                                   |
| 23.04.2017 | Wilki Wilczyn     | 3:2   | Energa Ostrołęka  | 18:25, 18:25, 25:18, 25:17, 15:11 |
| 23.04.2017 | MOS Wola Warszawa | 0:3   | Olimpia Sulęcin   | 23:25, 24:26, 19:25               |

### Grupa 2 (Tomaszów Maz.)
Tabela
| Lp. | Drużyna                    | Pkt | Mecze | Mecze | Mecze | Rodzaj wyniku | Rodzaj wyniku | Rodzaj wyniku | Rodzaj wyniku | Rodzaj wyniku | Rodzaj wyniku | Sety | Sety | Sety  | Małe punkty | Małe punkty | Małe punkty |
| Lp. | Drużyna                    | Pkt | M     | W     | P     | 3:0           | 3:1           | 3:2           | 2:3           | 1:3           | 0:3           | wyg. | prz. | stos. | zdob.       | str.        | stos.       |
| --- | -------------------------- | --- | ----- | ----- | ----- | ------------- | ------------- | ------------- | ------------- | ------------- | ------------- | ---- | ---- | ----- | ----------- | ----------- | ----------- |
| 1   | Lechia Tomaszów Mazowiecki | 6   | 3     | 3     | 0     | 2             | 1             | 0             | 0             | 0             | 0             | 9    | 1    | 9     | 249         | 188         | 1.32        |
| 2   | AZS UAM Poznań             | 5   | 3     | 2     | 1     | 0             | 2             | 0             | 0             | 0             | 1             | 6    | 5    | 1.2   | 257         | 251         | 1.02        |
| 3   | UKS Mickiewicz Kluczbork   | 4   | 3     | 1     | 2     | 1             | 0             | 0             | 0             | 1             | 1             | 4    | 6    | 0.67  | 227         | 236         | 0.96        |
| 4   | WKS Sobieski ARENA Żagań   | 3   | 3     | 0     | 3     | 0             | 0             | 0             | 0             | 2             | 1             | 2    | 9    | 0.22  | 213         | 271         | 0.79        |

Źródło: wyniki.siatka.org
Punktacja: zwycięstwo – 2 pkt., porażka – 1 pkt.
Zasady ustalania kolejności: 1. liczba punktów; 2. stosunek setów; 3. stosunek małych punktów; 4. bilans w bezpośrednich meczach
 Wyniki 
| Data       | Drużyna 1            | Wynik | Drużyna 2            | Sety                       |
| ---------- | -------------------- | ----- | -------------------- | -------------------------- |
| 21.04.2017 | Lechia Tomaszów Maz. | 3:0   | AZS UAM Poznań       | 25:18, 28:26, 25:15        |
| 21.04.2017 | Mickiewicz Kluczbork | 3:0   | Sobieski Żagań       | 25:20, 25:16, 27:25        |
|            |                      |       |                      |                            |
| 22.04.2017 | AZS UAM Poznań       | 3:1   | Sobieski Żagań       | 25:16, 23:25, 25:23, 25:13 |
| 22.04.2017 | Lechia Tomaszów Maz. | 3:0   | Mickiewicz Kluczbork | 25:15, 25:21, 25:18        |
|            |                      |       |                      |                            |
| 23.04.2017 | Mickiewicz Kluczbork | 1:3   | AZS UAM Poznań       | 23:25, 26:28, 25:22, 22:25 |
| 23.04.2017 | Sobieski Żagań       | 1:3   | Lechia Tomaszów Maz. | 20:25, 11:25, 25:21, 19:25 |

### Grupa 3 (Andrychów)
Tabela
| Lp. | Drużyna               | Pkt | Mecze | Mecze | Mecze | Rodzaj wyniku | Rodzaj wyniku | Rodzaj wyniku | Rodzaj wyniku | Rodzaj wyniku | Rodzaj wyniku | Sety | Sety | Sety  | Małe punkty | Małe punkty | Małe punkty |
| Lp. | Drużyna               | Pkt | M     | W     | P     | 3:0           | 3:1           | 3:2           | 2:3           | 1:3           | 0:3           | wyg. | prz. | stos. | zdob.       | str.        | stos.       |
| --- | --------------------- | --- | ----- | ----- | ----- | ------------- | ------------- | ------------- | ------------- | ------------- | ------------- | ---- | ---- | ----- | ----------- | ----------- | ----------- |
| 1   | MKS Andrychów         | 6   | 3     | 3     | 0     | 0             | 3             | 0             | 0             | 0             | 0             | 9    | 3    | 3     | 294         | 260         | 1.13        |
| 2   | PWSZ Karpaty Krosno   | 5   | 3     | 2     | 1     | 1             | 0             | 1             | 0             | 1             | 0             | 7    | 5    | 1.4   | 260         | 247         | 1.05        |
| 3   | MCKiS Jaworzno        | 4   | 3     | 1     | 2     | 1             | 0             | 0             | 0             | 1             | 1             | 4    | 6    | 0.67  | 212         | 231         | 0.92        |
| 4   | LKPS Pszczółka Lublin | 3   | 3     | 0     | 3     | 0             | 0             | 0             | 1             | 1             | 1             | 3    | 9    | 0.33  | 247         | 275         | 0.9         |

Źródło: wyniki.siatka.org
Punktacja: zwycięstwo – 2 pkt., porażka – 1 pkt.
Zasady ustalania kolejności: 1. liczba punktów; 2. stosunek setów; 3. stosunek małych punktów; 4. bilans w bezpośrednich meczach
 Wyniki 
| Data       | Drużyna 1        | Wynik | Drużyna 2        | Sety                              |
| ---------- | ---------------- | ----- | ---------------- | --------------------------------- |
| 21.04.2017 | MKS Andrychów    | 3:1   | Pszczółka Lublin | 22:25, 25:19, 27:25, 25:22        |
| 21.04.2017 | MCKiS Jaworzno   | 0:3   | Karpaty Krosno   | 23:25, 17:25, 12:25               |
|            |                  |       |                  |                                   |
| 22.04.2017 | Pszczółka Lublin | 2:3   | Karpaty Krosno   | 25:16, 25:20, 20:25, 15:25, 12:15 |
| 22.04.2017 | MKS Andrychów    | 3:1   | MCKiS Jaworzno   | 25:23, 22:25, 25:19, 25:18        |
|            |                  |       |                  |                                   |
| 23.04.2017 | MCKiS Jaworzno   | 3:0   | Pszczółka Lublin | 25:19, 25:20, 25:20               |
| 23.04.2017 | Karpaty Krosno   | 1:3   | MKS Andrychów    | 18:25, 25:23, 20:25, 21:25        |

## Turniej finałowy (Andrychów)

### Podgrupa A
Tabela 
| Lp. | Drużyna                    | Pkt | Mecze | Mecze | Mecze | Rodzaj wyniku | Rodzaj wyniku | Rodzaj wyniku | Rodzaj wyniku | Rodzaj wyniku | Rodzaj wyniku | Sety | Sety | Sety  | Małe punkty | Małe punkty | Małe punkty |
| Lp. | Drużyna                    | Pkt | M     | W     | P     | 3:0           | 3:1           | 3:2           | 2:3           | 1:3           | 0:3           | wyg. | prz. | stos. | zdob.       | str.        | stos.       |
| --- | -------------------------- | --- | ----- | ----- | ----- | ------------- | ------------- | ------------- | ------------- | ------------- | ------------- | ---- | ---- | ----- | ----------- | ----------- | ----------- |
| 1   | Lechia Tomaszów Mazowiecki | 4   | 2     | 2     | 0     | 1             | 1             | 0             | 0             | 0             | 0             | 6    | 1    | 6     | 170         | 122         | 1.39        |
| 2   | STS Olimpia Sulęcin        | 3   | 2     | 1     | 1     | 1             | 0             | 0             | 0             | 1             | 0             | 4    | 3    | 1.33  | 144         | 170         | 0.85        |
| 3   | AZS UAM Poznań             | 2   | 2     | 0     | 2     | 0             | 0             | 0             | 0             | 0             | 2             | 0    | 6    | 0     | 99          | 150         | 0.66        |

Źródło: wyniki.siatka.org
Punktacja: zwycięstwo – 2 pkt., porażka – 1 pkt.
Zasady ustalania kolejności: 1. liczba punktów; 2. stosunek setów; 3. stosunek małych punktów; 4. bilans w bezpośrednich meczach
 Terminarz i wyniki 
| Data       | Drużyna 1            | Wynik | Drużyna 2            | Sety                       |
| ---------- | -------------------- | ----- | -------------------- | -------------------------- |
| 04.05.2017 | AZS UAM Poznań       | 0:3   | Lechia Tomaszów Maz. | 14:25, 18:25, 21:25        |
| 05.05.2017 | Olimpia Sulęcin      | 3:0   | AZS UAM Poznań       | 25:22, 25:11, 25:23        |
| 06.05.2017 | Lechia Tomaszów Maz. | 3:1   | Olimpia Sulęcin      | 25:14, 25:18, 20:25, 25:12 |

### Podgrupa B
Tabela 
| Lp. | Drużyna          | Pkt | Mecze | Mecze | Mecze | Rodzaj wyniku | Rodzaj wyniku | Rodzaj wyniku | Rodzaj wyniku | Rodzaj wyniku | Rodzaj wyniku | Sety | Sety | Sety  | Małe punkty | Małe punkty | Małe punkty |
| Lp. | Drużyna          | Pkt | M     | W     | P     | 3:0           | 3:1           | 3:2           | 2:3           | 1:3           | 0:3           | wyg. | prz. | stos. | zdob.       | str.        | stos.       |
| --- | ---------------- | --- | ----- | ----- | ----- | ------------- | ------------- | ------------- | ------------- | ------------- | ------------- | ---- | ---- | ----- | ----------- | ----------- | ----------- |
| 1   | MKS Andrychów    | 3   | 2     | 1     | 1     | 0             | 1             | 0             | 1             | 0             | 0             | 5    | 4    | 1.25  | 211         | 189         | 1.12        |
| 2   | Karpaty Krosno   | 3   | 2     | 1     | 1     | 0             | 0             | 1             | 1             | 0             | 0             | 5    | 5    | 1     | 213         | 215         | 0.99        |
| 3   | Energa Ostrołęka | 3   | 2     | 1     | 1     | 0             | 0             | 1             | 0             | 1             | 0             | 4    | 5    | 0.8   | 186         | 206         | 0.9         |

Źródło: wyniki.siatka.org
Punktacja: zwycięstwo – 2 pkt., porażka – 1 pkt.
Zasady ustalania kolejności: 1. liczba punktów; 2. stosunek setów; 3. stosunek małych punktów; 4. bilans w bezpośrednich meczach
 Terminarz i wyniki 
| Data       | Drużyna 1        | Wynik | Drużyna 2        | Sety                              |
| ---------- | ---------------- | ----- | ---------------- | --------------------------------- |
| 04.05.2017 | Energa Ostrołęka | 3:2   | Karpaty Krosno   | 21:25, 20:25, 25:22, 25:21, 15:11 |
| 05.05.2017 | MKS Andrychów    | 3:1   | Energa Ostrołęka | 25:21, 27:29, 25:13, 25:17        |
| 06.05.2017 | Karpaty Krosno   | 3:2   | MKS Andrychów    | 21:25, 18:25, 25:18, 26:24, 19:17 |

### Finały
| Data       | Drużyna 1            | Wynik | Drużyna 2       | Sety                       |
| ---------- | -------------------- | ----- | --------------- | -------------------------- |
| 07.05.2017 | Lechia Tomaszów Maz. | 3:0   | Karpaty Krosno  | 25:13, 25:18, 25:19        |
|            |                      |       |                 |                            |
| 07.05.2017 | MKS Andrychów        | 1:3   | Olimpia Sulęcin | 18:25, 25:18, 18:25, 20:25 |

## Klasyfikacja końcowa o awans do I ligi
| Lp. | Drużyna                    |
| --- | -------------------------- |
| 1   | Lechia Tomaszów Mazowiecki |
| 1   | STS Olimpia Sulęcin        |
| 3   | MKS Andrychów              |
| 3   | Karpaty Krosno             |
| 5   | AZS UAM Poznań             |
| 5   | Energa Ostrołęka           |

     Awans do I ligi